# Johannes Wallacher

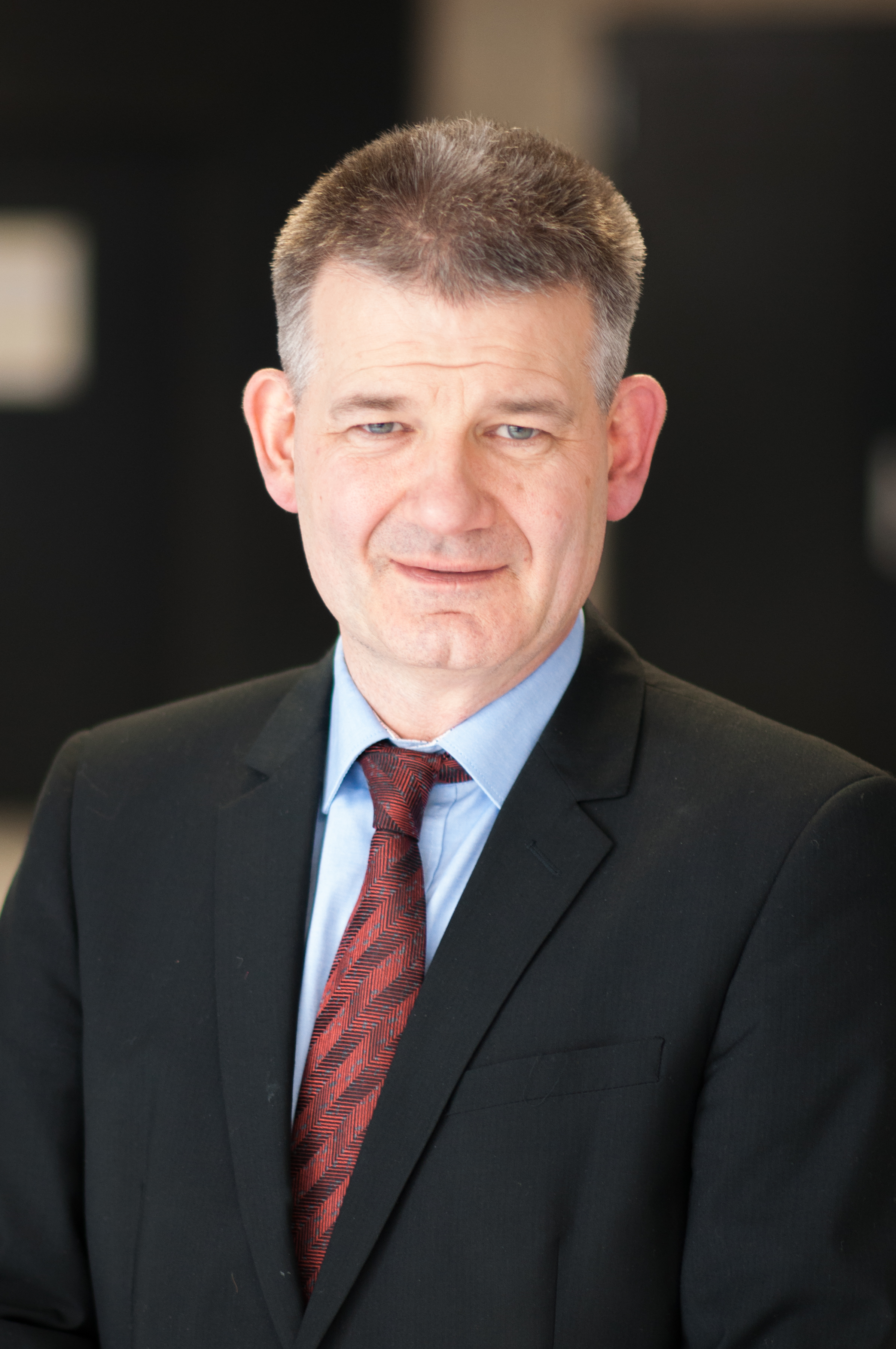
Johannes Wallacher (2019)

Johannes Wallacher (* 13. April 1966 in Ludwigshafen am Rhein) ist ein deutscher Ökonom und Philosoph sowie seit 2011 Präsident der Hochschule für Philosophie München. Seit dem 1. September 2021 ist er zudem Akademischer Leiter und Stiftungsvorstand der Bayerischen Elite-Akademie.

## Leben
Johannes Wallacher studierte Wirtschaftsingenieurwesen an der Universität Karlsruhe (TH) und Philosophie an der Hochschule für Philosophie München. Er wurde 1994 an der Universität Karlsruhe bei Georg Bol mit einer Arbeit zu mathematischen Modellen der ökonomischen Qualitätssicherung zum Dr. rer. pol. promoviert. 1999 folgte die Promotion zum Dr. phil. an der Hochschule für Philosophie München mit einer Dissertation zur Begründung einer dauerhaft-umweltgerechten Wassernutzung bei Johannes Müller.
Seit 2006 ist er Professor für Sozialwissenschaften und Wirtschaftsethik an der Hochschule für Philosophie München und seit 2011 leitet er als Präsident diese Hochschule. Seit 2004 ist Wallacher Mitglied der Deutschen Kommission Justitia et Pax und Moderator ihres Sachbereichs Entwicklung, seit 2002 Mitglied der Sachverständigengruppe "Weltwirtschaft und Sozialethik" der Kommission Weltkirche der Deutschen Bischofskonferenz und seit 2006 deren Vorsitzender. Unter seiner Leitung hat die Sachverständigengruppe die Studien "Welthandel im Dienst der Armen" (2006), "Den Hunger bekämpfen. Unsere gemeinsame Verantwortung für das Menschenrecht auf Nahrung" (2012) und "Raus aus der Wachstumsgesellschaft? Eine sozialethische Analyse und Bewertung von Postwachstumsstrategien" (2018) veröffentlicht. 2016 wurde Wallacher zum Mitglied der Deutschen Akademie der Technikwissenschaften (acatech) gewählt.
Seit 2002 ist er Mitglied der Sachverständigengruppe "Weltwirtschaft und Sozialethik" der Wissenschaftlichen Arbeitsgruppe für weltkirchliche Aufgaben der Deutschen Bischofskonferenz und seit 2008 deren Vorsitzender. 2018 hat die Wissenschaftliche Arbeitsgruppe für weltkirchliche Aufgaben die Studie "Raus aus der Wachstumsgesellschaft? Eine sozialethische Analyse und Bewertung von Postwachstumsstrategien" veröffentlicht. Seit 2004 ist er Mitglied der Deutschen Kommission Justitia et Pax und Moderator ihres Sachbereichs Entwicklung. Seit 2006 ist er Wissenschaftlicher Beirat der Zeitschrift für Wirtschafts- und Unternehmensethik.
Des Weiteren ist Wallacher Wissenschaftlicher Beirat der Zeitschrift für Wirtschafts- und Unternehmensethik, Mitglied des Ausschusses „Wirtschaftswissenschaften und Ethik“ des Vereins für Socialpolitik und des Wissenschaftlichen Beirats der Päpstlichen Stiftung Centesimus Annus,  er Mitglied des Kuratoriums der Technischen Universität München, des Kuratoriums der Katholischen Stiftungsfachhochschule München sowie des Kuratoriums Münchner Forum für Islam e.V.
Zum 1. September 2021 übernimmt er zudem das Amt des Akademischen Leiters und Stiftungsvorstands der Bayerische Elite-Akademie (BEA).

## Wirken
Sein Arbeitsfeld ist die Wirtschaftsethik mit besonderem Fokus auf entwicklungsgerechter Weltwirtschaft und nachhaltiger Ressourcennutzung. Wallachers Forschung umfasst Fragen der Globalisierung und ihre vielfältigen Erscheinungsformen. Besondere Berücksichtigung finden in seiner Arbeit
- Grundlagen der Wirtschafts‑ und Unternehmensethik und ihre Anwendung, insbesondere auf Fragen von Nachhaltigkeit und Unternehmens- wie Konsumentenverantwortung
- Ethik der Nachhaltigkeit
- Wirtschaftsethische Fragen der Globalisierung (Ethik des Welthandels und der Finanzmärkte, SDG-Agenda)
- Ethik des Ressourcenmanagements (v. a. bezogen auf den Nexus von Wasser, Klima und Ernährung)
- Ökonomie und Kultur in ihrer wechselseitigen Verflechtung

Entwicklung, Ökonomie und Kultur in ihrer wechselseitigen Verknüpfung spielen in allen genannten Themenfeldern eine zentrale Rolle. Wallacher greift dabei auf den Capability Approach von Amartya Sen sowie auf die Tradition der Politischen Ökonomie von Adam Smith zurück. Wallacher zufolge besitzt Wirtschaften kein Selbstzweck, sondern ist im Hinblick auf seinen Beitrag für breitenwirksame Wohlstandsmehrung, Entwicklung und Armutsbekämpfung zu beurteilen. Dies macht er insbesondere in den Bereichen Ressourcennutzung, Klimawandel, Welthandel und Finanzwirtschaft deutlich. Wallachers Forschung ist von der Überzeugung geprägt, dass ein Austausch zwischen verschiedenen wissenschaftlichen Disziplinen und die Zusammenarbeit mit gesellschaftlichen Kräften (Privatwirtschaft, Zivilgesellschaft, Politik und Kirche) ein Schlüssel für ein tiefes Verständnis der Probleme und für die Umsetzbarkeit von Lösungen ist.

## Schriften
- mit Mara-Daria Cojocaru, Dominik Finkelde, Alexander Filipovic, Michael Reder (Hrsg.): Normativität jenseits von Grenzen - Normativity Beyond Borders. Jahrbuch Praktische Philosophie in globaler Perspektive 4, Alber Verlag, Freiburg, 2020.
- mit Mara-Daria Cojocaru, Dominik Finkelde, Alexander Filipovic, Michael Reder (Hrsg.): Moralischer Fortschritt - Moral Progress. Jahrbuch Praktische Philosophie in globaler Perspektive 3, Alber Verlag, Freiburg, 2019.
- mit Andreas Gösele, Lukas Köhler, Michael Reder: Umweltethik: Eine Einführung in globaler Perspektive, Kohlhammer Verlag, Stuttgart, 2019.
- mit Dominik Finkelde, Alexander Filipovic, Michael Reder (Hrsg.): Natur als Bezugspunkt der praktischen Philosophie - "Nature" and References to the "Natural" in Practical Philosophy. Jahrbuch Praktische Philosophie in globaler Perspektive 2, Alber Verlag, Freiburg, 2018.
- mit Dominik Finkelde, Alexander Filipovic, Michael Reder (Hrsg.): Pragmatistische Impulse - Exploring Pragmatist Options. Jahrbuch Praktische Philosophie in globaler Perspektive 1, Alber Verlag, Freiburg, 2017.
- mit Johannes Müller, Michael Reder (Hrsg.): Weltprobleme, Bayerische Landeszentrale für politische Bildungsarbeit, München, 2013.
- mit Ottmar Edenhofer, Hermann Lotze-Campen, Michael Reder, Brigitte Knopf, Johannes Müller (Hrsg.): Climate Change, Justice and Sustainability: Linking Climate and Development Policy. Springer Netherlands, 2012, ISBN 978-94-007-4539-1.
- mit Tobias Karcher, Christian Au (Hrsg.): Ethik in Wirtschaft und Unternehmen in Zeiten der Krise. , In: Globale Solidarität – Schritte zu einer neuen Weltkultur, Kohlhammer 2011, ISBN 978-3-17-021649-5
- mit Matthias Rugel (Hrsg.): Die globale Finanzkrise als ethische Herausforderung. Kohlhammer, Stuttgart 2011, ISBN 978-3-17-021650-1.
- Mehrwert Glück. Plädoyer für menschengerechtes Wirtschaften. Herbig, München 2011, ISBN 978-3-7766-2656-8.
- mit Ottmar Edenhofer, Michael Reder, Hermann Lotze-Campen (Hrsg.): Global aber gerecht. Klimawandel bekämpfen, Entwicklung ermöglichen. Beck, München 2010, ISBN 978-3-406-60656-4.
- mit Tobias Karcher, Michael Reder, Josef Wieland (Hrsg.): Unternehmensethik im Spannungsfeld der Kulturen und Religionen, In: Globale Solidarität – Schritte zu einer neuen Weltkultur, Band 14, Kohlhammer 2006, ISBN 978-3-17-019532-5
- mit Johannes Müller: Entwicklungsgerechte Weltwirtschaft. Perspektiven für eine sozial- und umweltverträgliche Globalisierung. Kohlhammer, Stuttgart 2005, ISBN 3-17-018323-0.
- Lebensgrundlage Wasser. Dauerhaft-umweltgerechte Wassernutzung als globale Herausforderung. Kohlhammer, Stuttgart 1999, ISBN 3-17-016107-5.